# Берта (ураган, 2008)
Урага́н «Бе́рта» (англ. Hurricane Bertha) — второй из тропических циклонов и первый ураган сезона 2008 года в бассейне Атлантического океана.
Ураган типа Кабо-Верде «Берта» развился из волны тёплого воздуха, 1 июля 2008 года вышедшей в Атлантический океан с западного побережья Африки. В 405 километрах к югу от островов Кабо-Верде область низкого давления организовалась в Тропическую депрессию 2, которая уже к началу 3 июля набрала силу тропического шторма и получила собственное название «Берта». В течение трёх следующих суток циклон медленно двигался на запад, а к концу 6 июля продолжил наращивать силу, находясь к тому времени к востоку от Подветренных Антильских островов. На следующие сутки циклон достиг интенсивности урагана первой категории по шкале классификации ураганов Саффира — Симпсона, к концу 7 июля перешёл во вторую, а к началу 8 июля — в третью категорию классификации ураганов северо-атлантического бассейна. Во второй половине дня 8 июля конвективная система Берты подверглась серии сдвигов ветра, ураган ослаб до тропического шторма и сменил направление движения на северо-восточное. В течение следующих четырёх суток циклон сначала медленно смещался на север-северо-запад в район Бермудских островов, потом повернул на юго-восток и в начале суток 14 июля очередной раз изменил направление на северо-восточное, находясь в 64 километрах к северу от Бермуд.
16 июля «Берта» описала дугу под влиянием глубокого циклона на востоке, затем развернулась на северо-восток, вторично усилила интенсивность до урагана первой категории и к началу суток 20 июля вышла во внетропическую фазу.
Ураган «Берта» стал самым длительным за всю историю наблюдений июльским тропическим циклоном из бассейна Атлантического океана, а также самым восточным циклоном, достигшим интенсивности тропического шторма по шкале классификации Саффира — Симпсона.

## Метеорологическая история

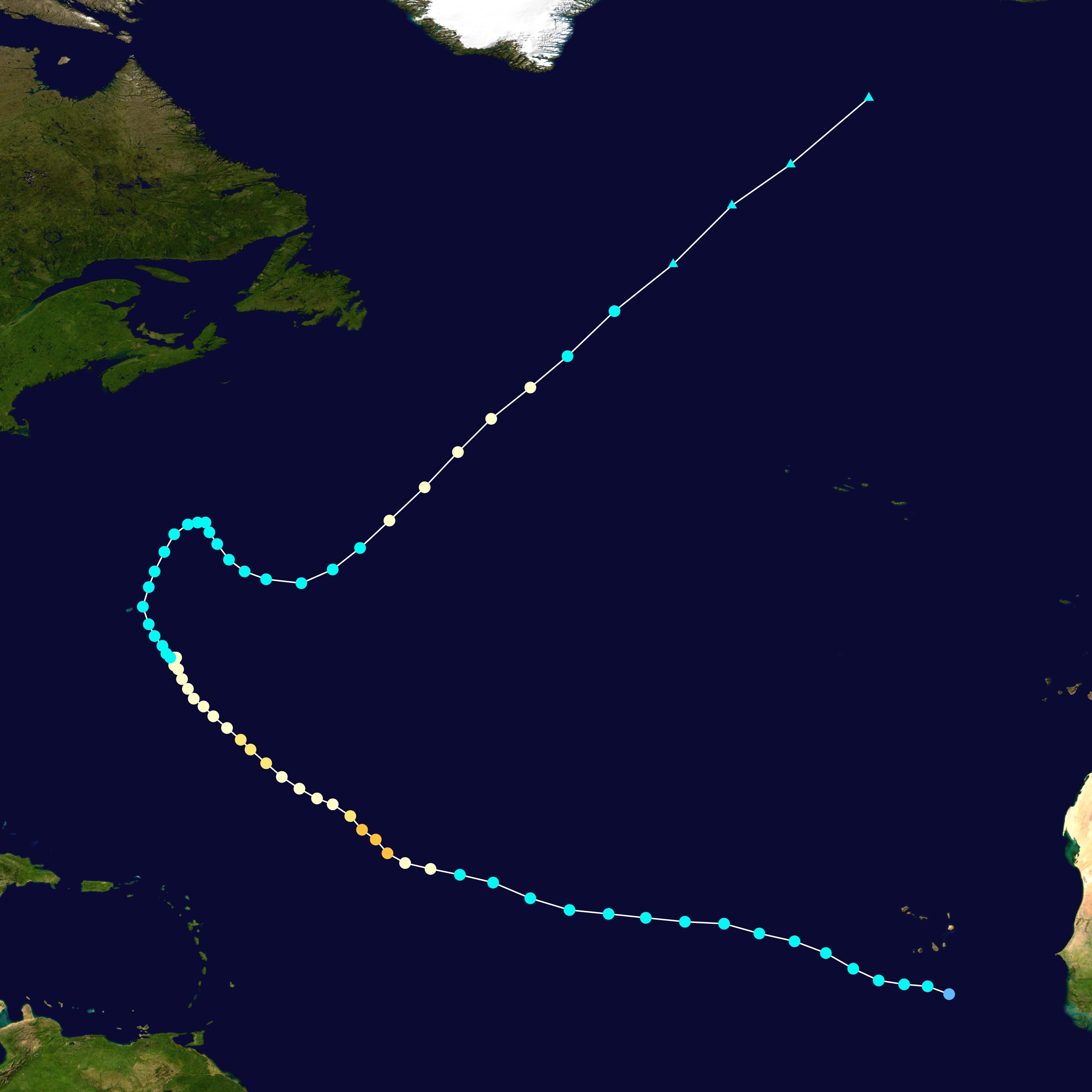
Траектория движения урагана «Берта»

В начале суток 1 июля 2008 года от западного побережья Африки в направлении Карибского моря вышла сильная волна тёплого воздуха, которая к ночи на 2 июля образовала хорошо организованную область низкого давления. Утром 3 июля на основании сохранения в течение 12 часов в центральной части области низкого давления постоянных конвективных потоков специалисты Национального центра прогнозирования ураганов США присвоили циклону статус тропической депрессии 2 и ещё спустя шесть часов — статус тропического шторма по шкале классификации ураганов Саффира — Симпсона. Шторм получил второе имя «Берта» в сезоне атлантических ураганов 2008 года.
Вплоть до 6 июля Берта двигалась в относительно холодных водах в сторону Карибского моря по южной границе постоянно действующего Азорского антициклона, сохраняя при этом скорость ветра на границе между тропической депрессией и тропическим штормом. 6 июля шторм вошёл в область тёплого течения и начал резко набирать силу, образуя к концу суток глаз бури с ярко выраженным центром вращения воздушных масс. Утром следующих суток постоянная скорость ветра в Берте достигла ураганного значения, причём дальнейшее усиление циклона было настолько стремительным, что к концу дня скорость ветра в его спирали вращения достигла 185 км/ч, соответствуя урагану третьей категории по шкале классификации Саффира — Симпсона. В 23 часа по всемирному координированному времени специалисты Национального центра прогнозирования ураганов США зафиксировали постоянную скорость воздушных потоков на отметке 205 км/ч, которая стала пиковым показателем во всей метеорологической истории данного циклона.
8 июля в верхней части конвективной системы циклона начали наблюдаться многочисленные сдвиги ветра, ослабившие ураган до первой категории во второй половине суток. Постоянная скорость ветра при этом составила 120 км/ч. В течение следующих суток Берта на короткое время усилилась до второй категории, но снова перешла в первую категорию по шкале Саффира — Симпсона вследствие появления дезорганизованных воздушных потоков в периферийной части глаза бури циклона.

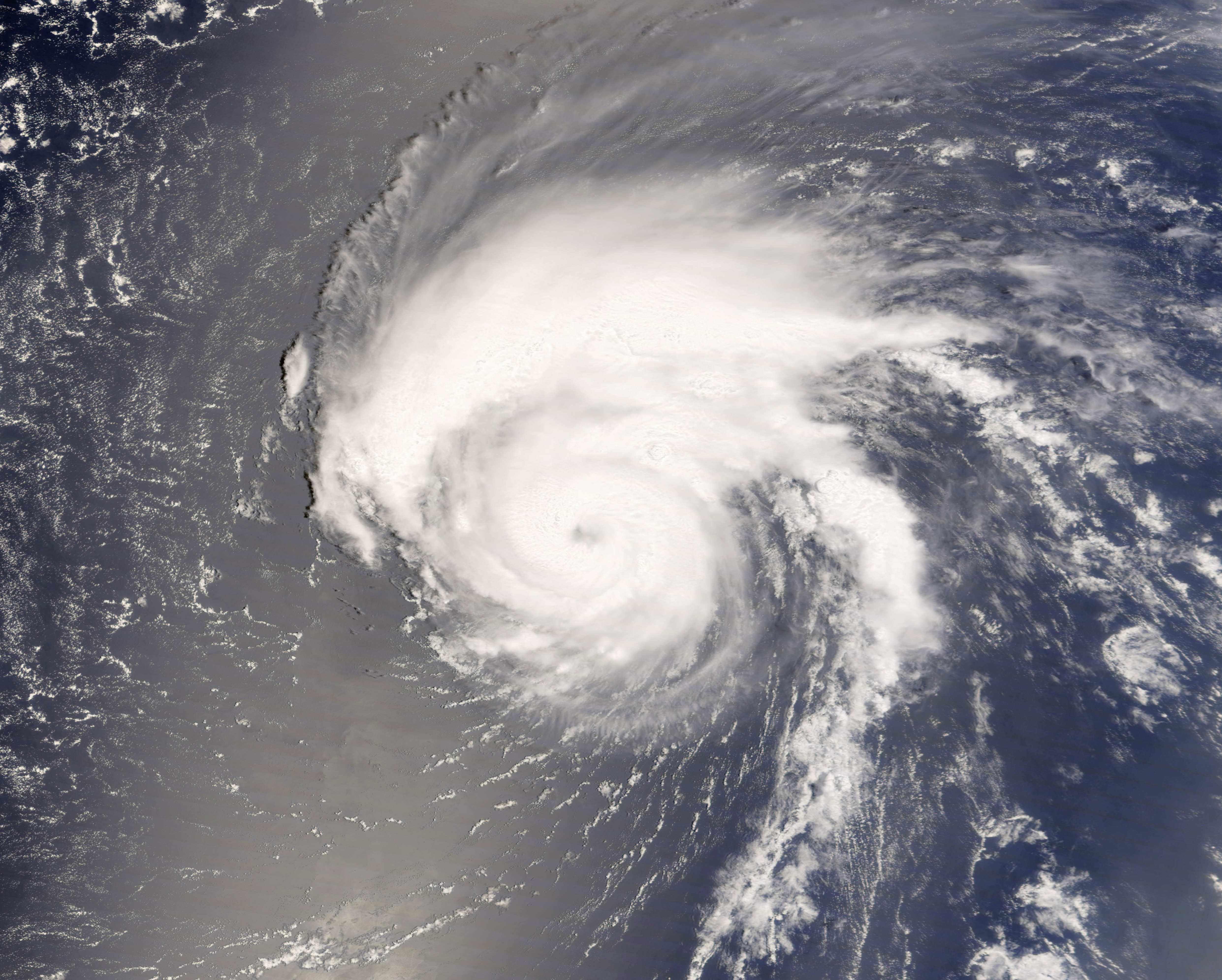
Реорганизация глаза бури урагана «Берта», 9 июля 2008 года

12 июля ураган находился к югу-юго-востоку от Бермудских островов и, вступив в область относительно холодной воды, начал терять собственную конвективную систему. К началу следующих суток ураган ослаб до уровня тропического шторма. 14 июля Берта находилась в 64 километрах от Бермудских островов, повернув вектор движения на север по западной границе Азорского антициклона, а к началу следующих суток развернулась на юго-восток под влиянием обширной области низкого давления над северной частью Мексиканского залива. 18 июля Берта снова усилилась до урагана первой категории по шкале классификации Саффира — Симпсона, находясь в полосе тёплого течения, а 20 июля в 11 часов по североамериканскому восточному времени специалисты Национального центра прогнозирования ураганов США констатировали выход циклона во внетропическую фазу. Общая продолжительность жизни циклона составила 17 суток, что позволяет считать Берту самым долгоживущим июльским циклоном в бассейне и самым длительным тропическим возмущением с периода прохождения урагана Иван в 2004 году.

## Подготовка
7 июля 2008 года властями Бермудских островов было объявлено штормовое предупреждение в связи с подходом тропического циклона Берта. Министр общественной безопасности сенатор Дэвид Бёрч на чрезвычайном заседании кабинета министров в ночь на 9 июля призвал жителей островов подготовиться к удару стихии и запасаться брезентом, автономными фонариками, провизией, медикаментами, питьевой водой, одноразовой посудой и другими средствами первой необходимости. 10 июля в 11 часов утра по североамериканскому восточному времени Департамент парков и лесного хозяйства Бермудских островов начал работы по установке предупреждающих знаков по всем морским пляжам в связи с ожидаемой сильной штормовой волной. К 13 июля сотрудниками Министерства общественной безопасности были возведены заграждающие молы на всех пляжах островов, а сами пляжи были закрыты для купания и водных видов спорта.

## Вторжение

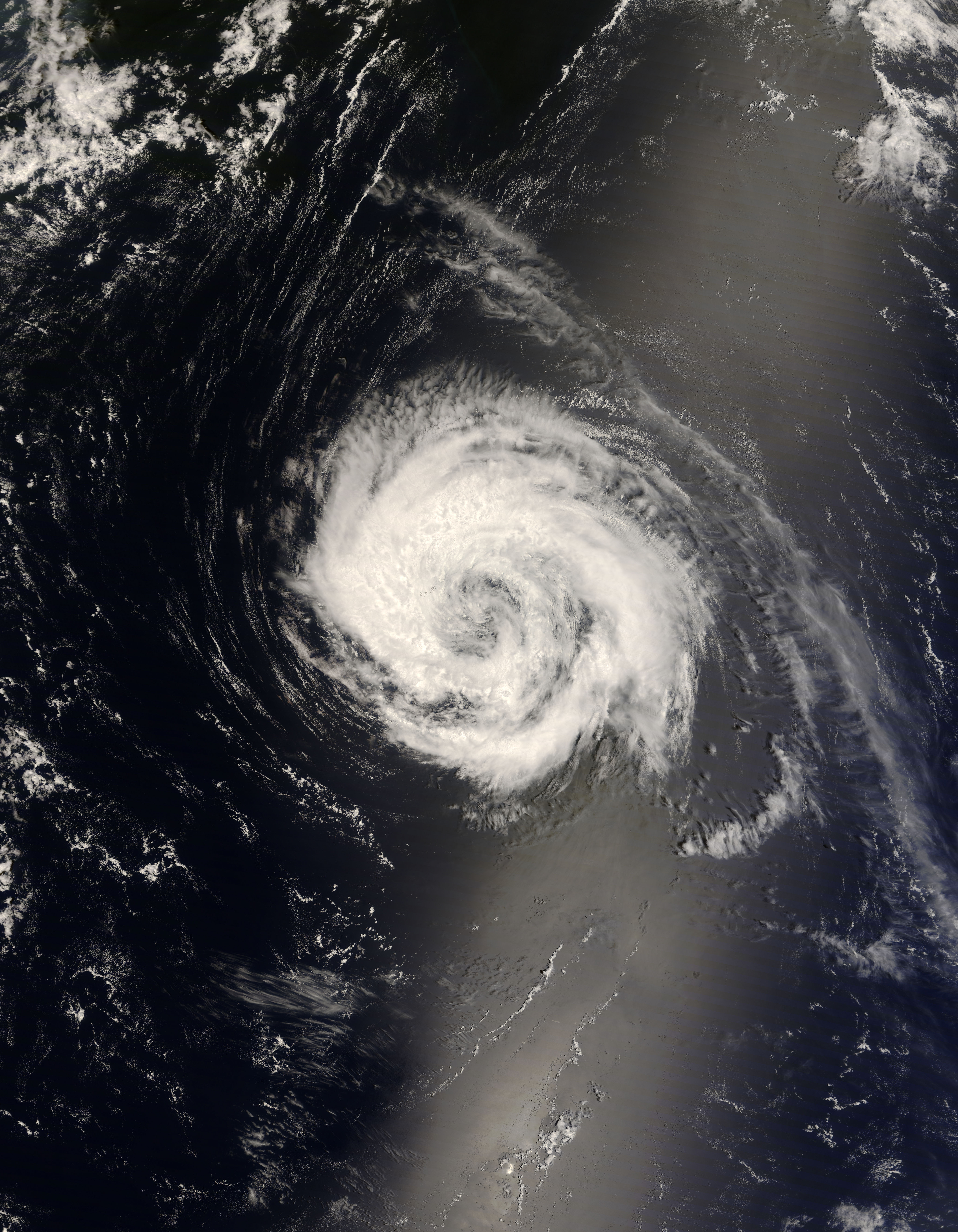
Ураган «Берта» на пике интенсивности вблизи Бермудских островов

В фазе тропического шторма Берта прошлась сильными дождями по южным островам Кабо-Верде, не причинив им особого ущерба и не став причиной человеческих жертв.
14 июля 2008 года в связи с непосредственном близостью шторма были отменены все авиарейсы в аэропортах Бермудских островов. Авиакомпании JetBlue и Delta Air Lines отменили все регулярные маршруты в то время, как American Airlines выполнила пассажирские рейсы на день раньше. Британский флагман British Airways отложила транатлантический рейс на одни сутки, рассчитывая при этом на открытие аэропортов Бермудских островов уже на следующие сутки 15 июля. Местное авиасообщение с Сент-Джорджем было прервано на сутки, аналогичный запрет был введен и на аэропорт Гамильтона. Периферийная часть Берты послужила причиной ливневых дождей на Бермудах, некоторые автомобильные дороги были затоплены полностью, повалена часть деревьев, в том числе и на линии электропередач островов, что вызвало кратковременное прекращение подачи электропитания к жилым массивам. Несмотря на штормовые порывы ветра специалисты компании Elecric Light Company работали без перерывов и восстанавливали магистральные линии электропередач даже в самые пиковые порывы ветра.
При прохождении Берты к востоку от Бермудских островов в фазе тропического шторма в районе Международного аэропорта Бермуд выпало около 120 милимметров осадков. Правительство островов на основании данных метеорологов выпустило ещё одно штормовое предупреждение о возможном усилении циклона до ураганной мощи, однако, данное действие носило предупредительный и перестраховочный характер.
Помимо сильный осадков Берта послужила причиной сильного штормового нагона на восточном побережье Соединённых Штатов Америки, которые стали причиной гибели троих человек в штате Нью-Джерси. 12 июля во время проведения спасательных работ внезапно потерял сознание 51-летний мужчина, впоследствии скончавшийся по пути в госпиталь. 13 июля трое мужчин плыли к морскому бую, расположенному в 90 метрах от побережья Уайлвуд-Бич, и попали в сильный штормовой нагон. Один пловец в бессознательном состоянии был эвакуирован спасательной службой, однако, в дальнейшем скончался, не приходя в сознание. Второй мужчина пропал без вести и в настоящее время считается погибшим, а третий пловец отделался лишь незначительными травмами. В ходе проведения спасательных мероприятий на побережье Нью-Джерси удалось сохранить жизнь около 57 людям.
Штормовые волны стали причиной травм различной степени тяжести у 55 человек в штате Делавэр. Четверо жителей штата Северная Каролина получили серьёзные травмы, причём один из их чуть не расстался с жизнью, наглотавшись морской воды и потеряв сознание незадолго до прибытия спасательных служб. Всего за два дня работы спасателей в Северной Каролине было эвакуировано около 60 человек.